# Mahua Kheraganj
Mahua Kheraganj es un pueblo y  nagar Panchayat (división política de la India) situado en el distrito de Udham Singh Nagar,  en el estado de Uttarakhand (India). Su población es de 12584 habitantes (2011). 

## Demografía
Según el censo de 2011 la población de Mahua Kheraganj era de 12584 habitantes, de los cuales 6877 eran hombres y 5707 eran mujeres. Mahua Kheraganj tiene una tasa media de alfabetización del 65,36%, inferior a la media estatal del 78,82%: la alfabetización masculina es del 77,92%, y la alfabetización femenina del 49,93%.